# Макиоле (Рим)
Макиоле је насеље у Италији у округу Рим, региону Лацио.
Према процени из 2011. у насељу је живело 26 становника. Насеље се налази на надморској висини од 835 м.